# Maria Ressa
Maria Angelita Ressa (Manila, 2 de outubro de 1963) é uma jornalista e autora filipino-americana, mais conhecida por cofundar o website jornalístico Rappler, do qual é diretora executiva.
Em 2021, ela recebeu o Prêmio Nobel da Paz.

## História no jornalismo
Em 2012 ela ajudou a fundar o Rappler, um website jornalístico que começou como uma página no Facebook e que tinha por objetivo lutar pela democracia e liberdade de informação nas Filipinas.
Anteriormente, ela passou quase duas décadas trabalhando como repórter investigativa no Sudeste Asiático para a CNN.
Ressa foi incluída na lista Personalidade do Ano 2018 da revista Time como membro de um grupo de jornalistas de todo o mundo que combatem notícias falsas. Ela foi presa por "difamação cibernética" em meio a acusações de vários casos de notícias falsas e sonegação de impostos corporativos em 13 de fevereiro de 2019. Em 15 de junho de 2020, um tribunal de Manila a considerou culpada de ciberlibel (difamações em ambiente cibernético). Como uma franca crítica do presidente filipino Rodrigo Duterte, sua prisão foi vista pela comunidade jornalística internacional como um ato motivado politicamente. Ressa é uma das 25 principais figuras da Comissão de Informação e Democracia lançada pela Repórteres Sem Fronteiras e é considerada  "a jornalista mais conhecida das Filipinas".

## Nobel da Paz
Em 2021, ela recebeu o Nobel da Paz junto com o jornalista russo Dmitry Muratov. Segundo o comitê do prêmio, os dois venceram "por seus esforços para salvaguardar a liberdade de expressão, que é uma pré-condição para a democracia e uma paz duradoura".

## Reconhecimento
É uma das 100 Mulheres da lista da BBC de 2019.